# Destruction Derby 2
Destruction Derby 2 est un jeu vidéo de course de stock-car développé par Reflections Software et édité par Psygnosis en 1996 sur PC et PlayStation. Il s'agit de la suite de Destruction Derby.

## Modes de jeu
Le joueur court sur divers circuits, selon différents modes de jeu, à l'instar du titre éponyme. Ces modes sont au nombre de trois : 
1. Wrecking Racing : le joueur doit infliger un maximum de dégâts à ses adversaires, la position à la fin de la course ne compte pas
2. Stock Car : le joueur doit terminer à la meilleure position possible (course classique où il faut terminer en tête)
3. Destruction Derby : le joueur est opposé aux autres pilotes dans une arène

Pour les courses de type Wrecking Racing ou Stock Car, il est possible de jouer en mode entrainement, championnat, contre la montre ou multijoueurs.
En mode championnat, il y a 4 divisions de 5 pilotes, le but étant de finir 1er de chacune des divisions pour accéder à la division supérieure, jusqu'à finir premier de la division 1. Si vous terminez dernier d'une division, vous repassez dans la division inférieure.
Pour les courses de type Destruction Derby, il est possible de jouer en mode entrainement ou en mode total destruction (dans ce cas le but est de survivre le plus longtemps possible, tous les adversaires seront contre vous!).

## Système de points
En mode Wrecking Racing ou Destruction Derby (entrainement), des points sont attribués en fonction des dommages infligés à un adversaire :
- Faire tourner la voiture d'un adversaire de 90° : 10 points
- Faire tourner la voiture d'un adversaire de 180° : 25 points
- Faire tourner la voiture d'un adversaire de 360° : 50 points
- Détruire la voiture d'un adversaire : 25 points

Tout dommage infligé à un adversaire déjà détruit ne rapporte pas de point.
Les points sont doublés si le dommage est infligé à la voiture qui est en première position de la course.
En mode Stock Car les points sont attribués en fonction de la position à la fin de la course, selon le tableau suivant :
| Position | Points |       | Position | Points |
| -------- | ------ | ----- | -------- | ------ |
| 1er      | 100    | 11ème | 9        |        |
| 2ème     | 75     | 12ème | 8        |        |
| 3ème     | 50     | 13ème | 7        |        |
| 4ème     | 40     | 14ème | 6        |        |
| 5ème     | 35     |       | 15ème    | 5      |
| 6ème     | 30     |       | 16ème    | 4      |
| 7ème     | 25     |       | 17ème    | 3      |
| 8ème     | 20     |       | 18ème    | 2      |
| 9ème     | 15     |       | 19ème    | 1      |
| 10ème    | 10     |       | 20ème    | 0      |

## Véhicules
Il est possible de choisir entre 3 véhicules, chacun ayant ses avantages et inconvénients (plus ou moins de puissance, de vitesse et de grip) :
- Rookie : Accélération 1/5, Vitesse max 2/5, grip 5/5
- Amateur : Accélération 3/5, Vitesse max 4/5, grip 2/5
- Pro : Accélération 5/5, Vitesse max 5/5, grip 1/5

## Circuits et arènes
Le jeu comporte 7 circuits et 4 arènes.

### Circuits
- Pine Hills Raceway
  - Lieu : Utah, USA
  - Longueur : 4,34 km
- Chalk Canyon
  - Lieu : Colorado, USA
  - Longueur : 7,1 km
- Caprio Country Raceway
  - Lieu : Wichita, USA
  - Longueur : 3,79 km)
- S.C.A Motorplex
  - Lieu : Detroit, USA
  - Longueur : 4,48 km
- Black Sail Valley (disponible à partir de la division 3 en mode championnat)
  - Lieu : Santa Monica, USA
  - Longueur : 6,38 km
- Liberty City (disponible à partir de la division 2 en mode championnat)
  - Lieu : Louisiana, USA
  - Longueur : 4,48 km
- S.C.A Ultimate Destruction Speedway (disponible à partir de la division 1 en mode championnat)
  - Lieu : Talladega, USA
  - Longueur : 7,54 km

### Arènes
- Red Pike Arena
- The Colosseum (disponible à partir de la division 3 en mode championnat)
- The Pit (disponible à partir de la division 2 en mode championnat)
- Death Bowl (disponible à partir de la division 1 en mode championnat)

## Personnages
Le jeu comporte 19 personnages :
- Barmy Army (#53)
- Heavy Metal Hero (#52)
- Learner Driver (#37)
- Passion Wagon (#69)
- Psycho (#40)
- Pyromaniac (#64)
- Rivit (#99)
- Suicide Squad (#82)
- The Beast (#66)
- The Bouncer (#88)
- The General (#50)
- The Chief (#42)
- The Godess (#35)
- The Master (#00)
- The Optician (#47)
- The Pro (#17)
- The Skum (#13)
- The Trashman (#07)
- The Undertaker (#77)

Beaucoup de personnages ont été importés du premier jeu de la série, comme The Bouncer ou The Beast.

## Divers
C'est le commentateur américain Paul Page qui a prêté sa voix au jeu.
La bande originale du jeu est principalement réalisée par des groupes de thrash metal comme Jug et Tuscan.